# Simon Fischhaber
Simon Fischhaber (* 19. Februar 1990 in Greiling) ist ein ehemaliger deutscher Eishockeyspieler, der im Verlauf seiner Karriere unter anderem für die Nürnberg Ice Tigers und Iserlohn Roosters in der Deutschen Eishockey Liga (DEL) spielte. Zudem absolvierte er zwei Spiele für die deutsche Eishockeynationalmannschaft.

## Karriere
Simon Fischhaber begann seine Karriere als Eishockeyspieler bei den Tölzer Junglöwen, für die er von 2005 bis 2007 in der Deutschen Nachwuchsliga aktiv war. Nachdem ihn die Sault Ste. Marie Greyhounds beim CHL Import Draft 2007 in der ersten Runde als insgesamt 56. Spieler ausgewählt hatten, wechselte er in die kanadische Juniorenliga Ontario Hockey League. Für die Greyhounds stand er insgesamt zwei Jahre lang auf dem Eis, ehe er zur Saison 2009/10 einen Vertrag bei den Nürnberg Ice Tigers erhielt, für die er am 3. September 2009 bei der 1:4-Auswärtsniederlage bei den Adler Mannheim sein Debüt in der Deutschen Eishockey Liga gab. Im Januar 2010 gelangen ihm dort vier Treffer in sechs Partien. Doch anschließend blieb er in der DEL 61 Spiele lang torlos. Die Ice Tigers gaben ihn dabei insbesondere in der Saison 2010/11 per Förderlizenz an seinen Tölzer Heimatverein ab. In der Oberliga wiederum wusste er mit acht Scorerpunkten in 14 Spielen zu überzeugen.
Im Sommer 2012 entschied er sich für einen Wechsel innerhalb der DEL und erhielt einen Vertrag bei den Iserlohn Roosters. Nach zwei Jahren im Sauerland kehrte er nach Bayern zurück und schloss sich den Starbulls Rosenheim in der DEL2 an. Durch mehrere Verletzungen – unter anderem brach er sich im Februar 2016 die Kniescheibe – verpasste er dort allerdings einen Großteil der Spiele. Nach der Saison 2016/17 wurde sein Vertrag nicht mehr verlängert und Fischhaber beendete seine Karriere.

### International
Mit der deutschen U18-Auswahl nahm er an der Weltmeisterschaft dieser Altersklasse 2008 in der Top-Division teil. 2009 spielte Fischhaber mit der Juniorennationalmannschaft bei der U20-Junioren-Weltmeisterschaft, bei der er mit seiner Mannschaft den neunten und somit vorletzten Platz der Top-Division belegte und in die Division I abstieg. Ein Jahr später, bei der U20-Junioren-Weltmeisterschaft der Division I 2010, schaffte er mit der Auswahlmannschaft den sofortigen Wiederaufstieg in die Top-Division.
Im März 2011 wurde Fischhaber in die Herren-Nationalmannschaft berufen. Er bestritt zwei Länderspiele im Rahmen der WM-Vorbereitung gegen Österreich und schoss dabei zwei Tore.

## Erfolge und Auszeichnungen
- 2010 Aufstieg in die Top-Division bei der U20-Weltmeisterschaft der Division I, Gruppe A

## Karrierestatistik

### International
Vertrat Deutschland bei:
- U18-Junioren-Weltmeisterschaft 2008
- U20-Junioren-Weltmeisterschaft 2009
- U20-Junioren-Weltmeisterschaft der Division I 2010

(Legende zur Spielerstatistik: Sp oder GP = absolvierte Spiele; T oder G = erzielte Tore; V oder A = erzielte Assists; Pkt oder Pts = erzielte Scorerpunkte; SM oder PIM = erhaltene Strafminuten; +/− = Plus/Minus-Bilanz; PP = erzielte Überzahltore; SH = erzielte Unterzahltore; GW = erzielte Siegtore; 1 Play-downs/Relegation; Kursiv: Statistik nicht vollständig)